# Botafogo Esporte Clube (Santo Amaro)
O Botafogo Esporte Clube é uma agremiação esportiva de Santo Amaro (Bahia), fundada em 28 de dezembro de 1928.

## História
O alvinegro santoamarense surgiu após uma reunião entre amigos, no prédio situado em frente a igreja de Nossa Senhora do Amparo. A fundação e criação do Botafogo, deve-se aos senhores Renato Aragão, Arlindo Souza, Antônio da Costa Ribeiro, Vidal Oliveira, Bonifácio Moura. Outros se uniram na consolidação do clube como seu Zezinho Velloso (pai de Caetano e Bethânia), gente que acreditava no projeto do time e ajudou na construção do clube. O 1º presidente do clube foi o senhor Antônio da Costa Ribeiro.
As cores preta e branca do clube se originam do extinto clube da cidade o Comercial, afim de que se mantivesse a rivalidade com os rubro-negros do Ideal. O Botafogo de Santo Amaro, para usar a estrela solitária em seu escudo, fez um ofício ao Botafogo do Rio de Janeiro, pedindo sua permissão.
Na ata de 26/02/1954, o clube comprou um terreno na Avenida Ferreira Bandeira pelo valor de R$ 24.000,00 (valor a época) para ser sede do clube. Na mesma ata registra-se a compra do Campo do Botafogo (hoje estádio municipal) no ano 1944.
Com a saída do Ideal do futebol profissional a cidade de Santo Amaro ficou sem um clube para disputar o Campeonato Baiano. Desta forma foi filiado a FBF o Botafogo Esporte Clube.
A equipe conquistou em 1981 a 2ª Divisão passando para disputar a 1ª Divisão no ano seguinte. Em 1982, obteve maus resultados e foi rebaixado para a 2ª Divisão, competição que disputou até 1985, quando sagrou-se vice-campeão perdendo o título para o Galícia Esporte Clube, após uma derrota em casa por 4 a 0.
A equipe só retornou ao profissionalismo em 1990 para a disputa da 2ª Divisão sem nenhum sucesso abandonando em definitivo o futebol profissional e deixando Santo Amaro sem clube em atividade.
Atualmente o Botafogo realiza clássicos com o Ideal, mas apenas nos campeonatos municipais.

## Títulos
| Estaduais | Estaduais                   | Estaduais | Estaduais  |
|           | Competição                  | Títulos   | Temporadas |
|           | Campeonato Baiano - Série B | 1         | 1981       |
| --------- | --------------------------- | --------- | ---------- |